# マリー＝ポール・パンザ
マリー＝ポール・パンザ（Marie-Paule Panza 1960年1月4日-) はフランスの柔道選手。現役時代は61kg級の選手。段位は7段。

## 人物
両親が柔道の有段者だったために幼少の頃に柔道を始めた
1980年にニューヨークで初開催された女子の世界選手権では56kg級に出場して3位に入った。フランス選手権では2位や3位止まりで優勝することはなかった。

## 主な戦績
- 1980年 - ストラスブール国際大会　優勝
- 1980年 - 世界選手権　3位